# Epica (musikalbum)
Epica är det amerikanska symfonisk metal / power metal-bandet Kamelots sjätte studioalbum, utgivet 2003 av skivbolaget Noise Records. Epica är ett konceptalbum baserad på teaterpjäsen Faust av Johann Wolfgang von Goethe.

## Låtlista
1. "Prologue" – 1:07
2. "Center of the Universe" – 5:27
3. "Farewell" – 3:41
4. "Interlude I (Opiate Soul)" – 1:10
5. "The Edge of Paradise" – 4:09
6. "Wander" – 4:24
7. "Interlude II (Omen)" (instrumental) – 0:40
8. "Descent of the Archangel" – 4:35
9. "Interlude III (At the Banquet)" – 0:30
10. "A Feast for the Vain" – 3:57
11. "On the Coldest Winter Night" – 4:03
12. "Lost and Damned" – 4:55
13. "Helena's Theme" – 1:51
14. "Interlude IV (Dawn)" – 0:27
15. "The Mourning After" – 4:59
16. "III Ways to Epica" – 6:14

Text & musik: Roy Khan & Thomas Youngblood

## Medverkande
Musiker (Kamelot-medlemmar)
- Khan – sång
- Thomas Youngblood – gitarr
- Glenn Barry – basgitarr
- Casey Grillo – trummor

Bidragande musiker
- Miro (Michael Rodenberg) – keyboard, orkestrering
- Mari (Mari Youngblood) – sång
- Sascha Paeth – gitarr
- Luca Turilli – sologitarr (spår 8)
- Günter Werno, Jan Peter Ringvold – keyboard
- Herbie Langhans, Annie Langhans – kör
- Fabricio Alejandro – bandoneón (spår 12)
- Olaf Reitmeier – akustisk bas (spår 11)
- John Wilton – tal (spår 9, 13)
- André Neygenfind – D-bas (spår 11)

Produktion
- Miro – producent
- Sascha Paeth – producent
- Derek "Dodge" Gores – omslagskonst